# Добрий Лук
Добрий Лук (раніше Добрий Луг, Шене Візе) — село в Україні, у Новоборисівській сільській громаді Роздільнянського району Одеської області. Населення становить 95 осіб.
До 17 липня 2020 року було підпорядковане Великомихайлівському району, який був ліквідований.

## Населення
Згідно з переписом 1989 року населення села становило 90 осіб, з яких 42 чоловіки та 48 жінок.
За переписом населення 2001 року в селі мешкало 95 осіб.

### Мова
Розподіл населення за рідною мовою за даними перепису 2001 року:
| Мова       | Чисельність | Відсоток |
| ---------- | ----------- | -------- |
| українська | 91          | 95,78%   |
| болгарська | 2           | 2,11%    |
| румунська  | 2           | 2,11%    |
| Усього     | 95          | 100%     |